# Wet politiegegevens
De Wet politiegegevens (Wpg) is een Nederlandse wet die de rechten en de plichten van de politie zelf, maar ook die van de burger regelt, voor wat betreft het verwerken van politiegegevens. 
Politiegegevens zijn persoonsgegevens die in het kader van de politietaak worden verwerkt. Naast de politie moeten ook andere organisaties zich aan de Wpg houden: de bijzondere opsporingsdiensten (BOD) en de buitengewoon opsporingsambtenaren (boa's).

## Betekenis voor politie
De politie mag alleen politiegegevens verwerken als ze noodzakelijk zijn, rechtmatig verkregen en doelgebonden. Voor de politie is de Wet politiegegevens sterk verwant met het Wetboek van Strafvordering en vele andere wetten. Het Wetboek van Strafvordering regelt diverse bevoegdheden, zoals aanhoudingsbevoegdheden, en de Wpg regelt hoe er vervolgens met de verzamelde persoonsgegevens dient te worden omgegaan. Dat geldt voor gegevens over verdachten, maar ook aangevers en getuigen.

### Rechten betrokkenen
De Wpg is niet alleen belangrijk voor de politie, maar ook voor de personen waar gegevens over worden verwerkt. In hoofdstuk 4 van de Wpg is geregeld wat de rechten van burgers zijn, zoals het recht op kennisneming van (persoons)gegevens. Na kennisneming kan een verzoek tot verwijdering of aanpassing gedaan worden.

### Richtlijn gegevensbescherming opsporing en vervolging
Richtlijn (EU) 2016/680 verplicht lidstaten van de Europese Unie expliciete nationale wetgeving te creëren voor het verwerken van persoonsgegevens die gaan over voorkoming, onderzoek, opsporing en vervolging van strafbare feiten. In Nederland wordt de Wet politiegegevens (en ook de Wet justitiële en strafvorderlijke gegevens) aangepast om aan de richtlijn te voldoen.

## Besluit politiegegevens
Naast de Wet politiegegevens is er ook een Besluit politiegegevens. Daarin is onder andere vastgelegd aan welke partners de politie in welke gevallen politiegegevens mag verstrekken. Tevens staan daar verbijzonderingen in uit de wet, zoals bijvoorbeeld wie waarvoor geautoriseerd mag worden.

### Besluit politiegegevens bijzondere opsporingsdiensten
De politie is niet de enige instantie die zich aan de Wet politiegegevens dient te houden. Dat geldt ook voor bijzondere opsporingsdiensten, blijkt uit het Besluit politiegegevens bijzondere opsporingsdiensten. Met dat besluit uit 2009 wordt de Wet politiegegevens van overeenkomstige toepassing verklaard op het werk van:
- FIOD (Fiscale Inlichtingen- en Opsporingsdienst); valt onder het ministerie van Financiën.
- ILT-IOD (Inspectie Leefomgeving en Transport, Inlichtingen- en Opsporingsdienst); valt onder het ministerie van Infrastructuur en Milieu.
- NVWA-IOD (Nederlandse Voedsel- en Warenautoriteit, Inlichtingen- en Opsporingsdienst); valt onder het ministerie van Economische Zaken.
- ISZW-DO (Inspectie Sociale Zaken en Werkgelegenheid, Directie Opsporing); valt onder het ministerie van Sociale Zaken en Werkgelegenheid.

### Besluit politiegegevens buitengewoon opsporingsambtenaren
Ook buitengewoon opsporingsambtenaren verwerken persoonsgegevens die bedoeld zijn voor opsporing en vervolging van strafbare feiten. De Richtlijn gegevensbescherming opsporing en vervolging geldt dus ook voor hen. De nationale wetgever zal na het aanpassen van de Wet politiegegevens een Besluit politiegegevens buitengewoon opsporingsambtenaren (Bpg boa) nemen om de Wpg van overeenkomstige toepassing te verklaren op de verwerking van persoonsgegevens door buitengewoon opsporingsambtenaren. Omdat de nieuwe Wpg er nog niet is, is dat nog niet gebeurd. Maar de Wet bescherming persoonsgegevens is er ook niet meer - die is vervallen toen de AVG van kracht werd op 25 mei 2018. Sinds die dag is er dus een soort vacuüm voor boa's: ze kunnen zich niet meer baseren op de Wbp, maar de nieuwe Wet politiegegevens is er ook nog niet. Er is een tijdelijke regeling gepubliceerd (20 september 2018 met terugwerkende kracht vanaf 25 mei 2018) om dat probleem op te lossen. Deze tijdelijke regeling bepaalt dat boa's de persoonsgegevens die ze verwerken voor opsporing en vervolging onder het regime van de (oude) Wpg vallen. Zodra de nieuwe Wpg van kracht is, zal die van overeenkomstige toepassing worden verklaard. Boa's houden ook toezicht en vanuit die taak mogen ze ook persoonsgegevens verwerken. Dat moeten ze dan doen conform de Algemene verordening gegevensbescherming. Pas als dat persoonsgegeven wordt gebruikt voor opsporing schuift het als het ware op van de AVG naar de Wpg: het persoonsgegeven wordt een politiegegeven. Gemeenten en andere werkgevers van boa's moeten hun databestanden scheiden voor de twee soorten gegevens en ze moeten voor politiegegevens logbestanden bijhouden.

## Voetnoten
1. ↑  Vereniging Nederlandse Gemeenten, Gegevensverwerking door boa's: nieuwe regels vanaf mei 2018 | VNG. VNG (6 maart 2018). Gearchiveerd op 28 september 2018. Geraadpleegd op 28 september 2018.